# Bismarck-Denkmal (Dresden)

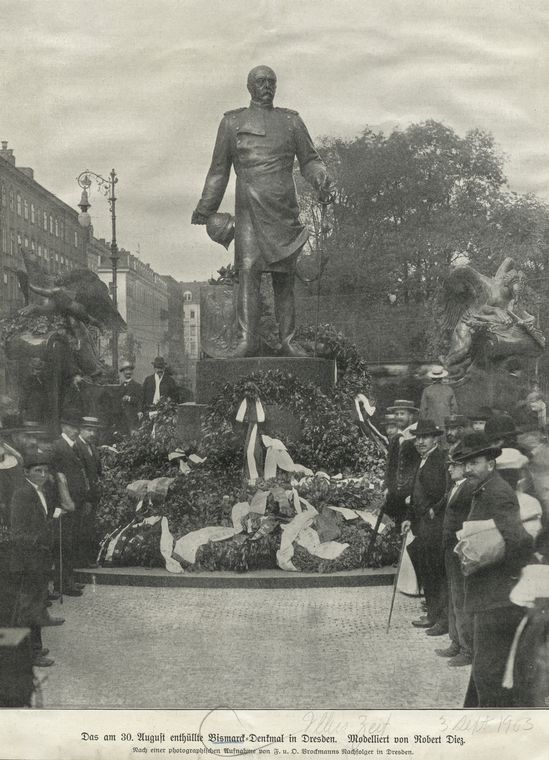
Feierliche Einweihung des Denkmals

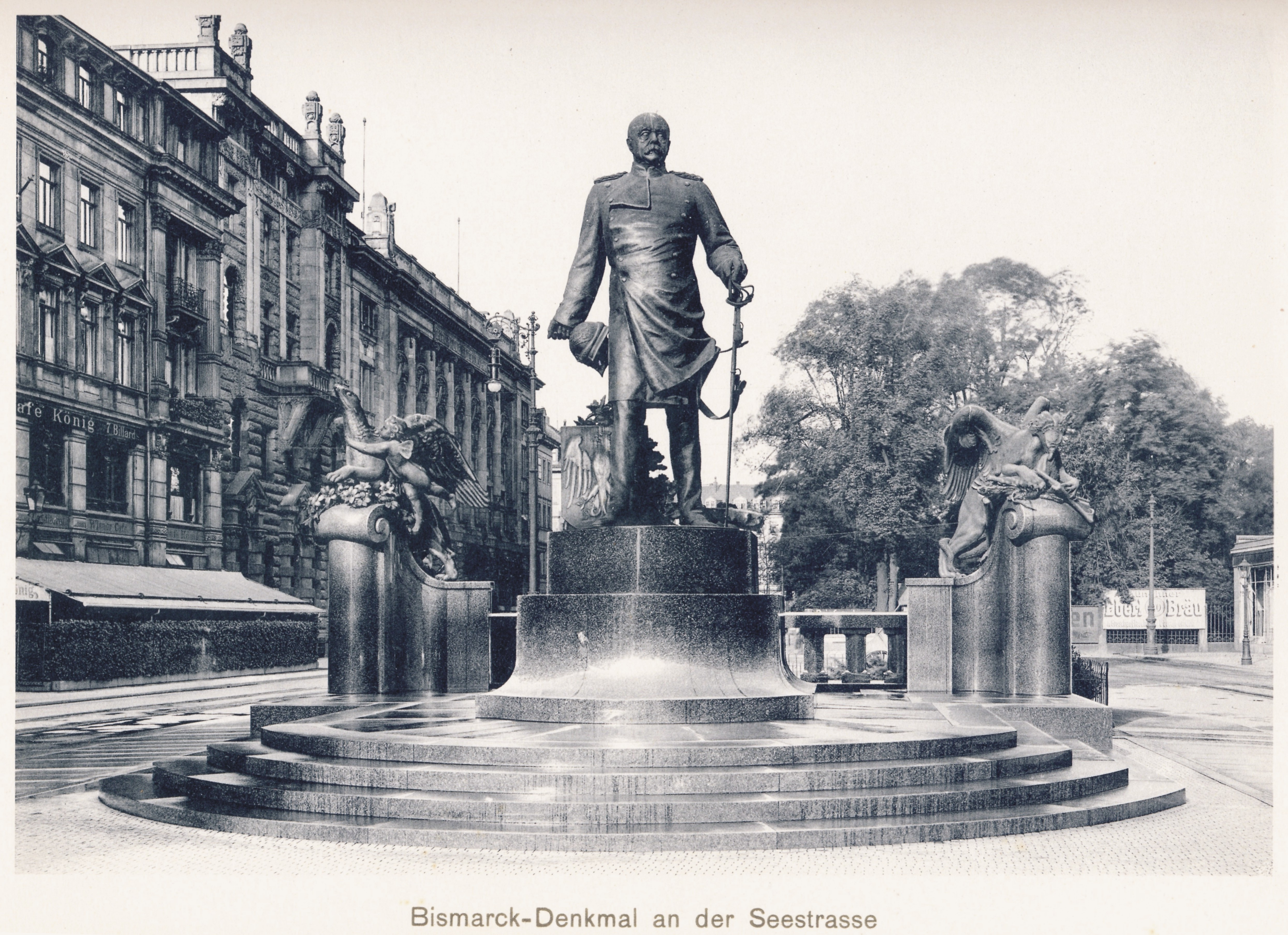
Das Bismarck-Denkmal in Dresden

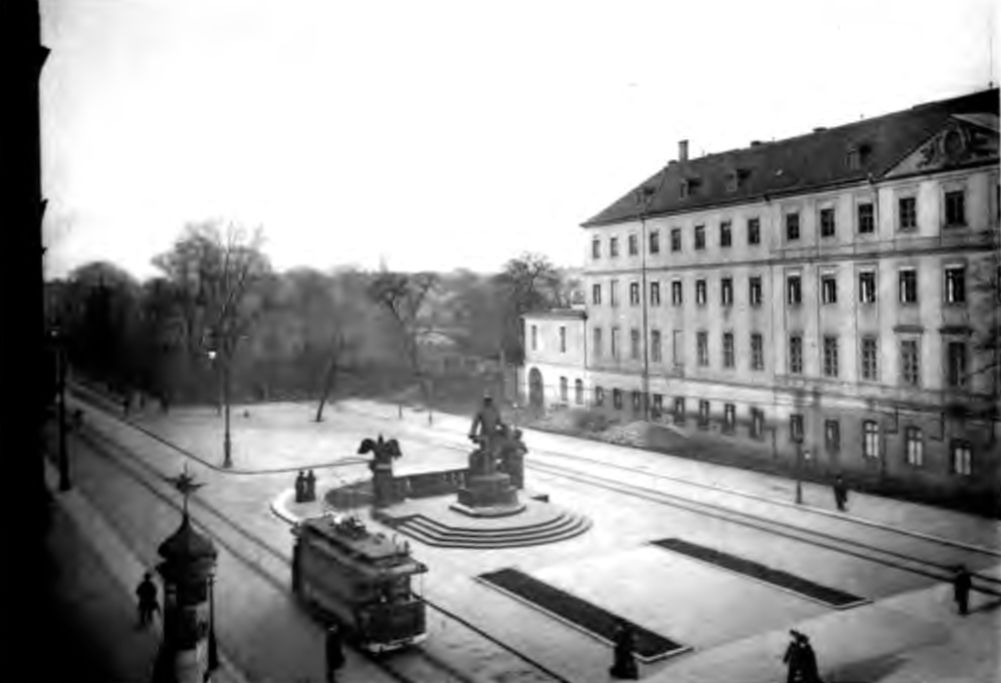
Bismarck-Denkmal um 1905

Das Bismarck-Denkmal in Dresden war ein Werk von Robert Diez und ist eines der heute nicht mehr erhaltenen Denkmale der Stadt. Es wurde 1903 aus Granit und Bronze errichtet.

## Idee und Wettbewerb
Die Idee zur Schaffung eines Bismarck-Denkmals in Dresden entstand wie in zahlreichen anderen Großstädten, des Deutschen Reichs anlässlich des 80. Geburtstags des Reichskanzlers Otto von Bismarck. Im März 1896 schrieb die Stadt mit Einsendeschluss 15. Oktober einen allgemeinen Wettbewerb aus. Das Ziel war ein Standbild auf einem Steinsockel.
Im Preisgericht saßen Robert Diez, Alfred Moritz Hauschild, die Bauräte Hermann Klette und Richter, Edmund Bräter, Paul Wallot, Ferdinand von Miller und Fritz Schaper. Zur Errichtung des Denkmals stand ein Budget von 90.000 Mark zur Verfügung.
Das Preisgericht begutachtete am 30. November 1896 insgesamt 62 Entwürfe und prämierte, ohne einen 1. Preis zu vergeben, den Entwurf von Werner Stein mit dem 2. Preis, außerdem den Entwurf von Wilhelm Wandschneider, den gemeinsamen Entwurf von Bildhauer Oskar Rühm und Architekt Hans Pätzel sowie den Entwurf von Bildhauer Carl Meisen (Berlin) jeweils mit einem von drei 3. Preisen. Drei weitere Entwürfe wurden angekauft, darunter einer von Hugo Lederer.
Ein Auftrag zur Ausführung des Denkmals wurde jedoch nicht erteilt, was bei dem nicht vergebenen 1. Preis (für einen nach Meinung der Jury ausführungsreifen Entwurf) zu rechtfertigen war. Stattdessen wurden zu Beginn des folgenden Jahres die Preisträger Werner Stein und Wilhelm Wandschneider, sowie die Dresdner Bildhauer Robert Diez und Johannes Schilling gegen ein festes Honorar zu einer engeren Konkurrenz bis zum 1. Januar 1898 eingeladen. Im Anschluss forderte das Preisgericht Robert Diez zu einer Überarbeitung seines Entwurfs in größerem Maßstab auf. Nach dessen Vorlage erging der Auftrag an ihn. Die Ausführungszeit des Denkmals lag zwischen 1899 und 1903. Den Bronzeguss übernahm die Kunst- und Glockengießerei C. Albert Bierling in Dresden.

## Errichtung und Beschreibung
Als Ort der Errichtung hatte die Stadt Dresden eine Fläche im Bereich der Ringstraße, nahe der Ecke Seestraße bzw. Prager Straße, vorgesehen. Dabei handelte es sich um eine Fläche im Zentrum der Altstadt. Die feierliche Einweihung erfolgte am 30. August 1903. Das Denkmal wurde zeitgenössisch als Darstellung mit energischer Bewegung beschrieben.
Das Denkmal hatte eine Gesamthöhe von etwa 3,50 Meter. Die überlebensgroße Bronzestatue Bismarcks war in der Mitte eines Granitsockels aufgestellt, der von allen Seiten über vier Stufen betreten werden konnte.
An zwei Ecken befanden sich zwei Stelen aus demselben roten Granit wie im Sockel, auf denen jeweils eine allegorische Greifenfigur aus Bronze stand, bestehend aus der Gruppe Kampf und der Gruppe Sieg und Frieden (mit Putte).
Die bronzene Bismarckstatue stand auf einem niedrig gehaltenen Granitsockel, hielt in ihrer rechten Hand einen Kürassierhelm und in der anderen Hand einen Pallasch. Hinter seinem rechten Bein stand ein Wappenschild mit dem Reichsadler als Symbol seiner Rolle.
An der Rückseite des Sockels befand sich eine allegorische Gruppe aus Bronze, bestehend aus einer Putte mit einer Herkuleskeule auf der Schulter und einer weiteren Putte, die auf einem Löwenfell sitzend nach dem Eichenzweig greift. Im Zentrum dieser Gruppe war eine Urkundenrolle sichtbar. Darauf befand sich die Aufschrift „Wir Deutsche fürchten Gott, aber sonst nichts in der Welt“. Dieses Zitat von Bismarck stammt aus seiner Reichstagsrede vom 6. Februar 1888.
Der hintere Abschluss bildet eine gebogene Balustrade aus dem Granit, die eine abgesenkte Podestfläche umschließt und zwei seitliche Ausgänge zulässt.
Die Bismarckstatue blickte in Richtung Neues Rathaus.

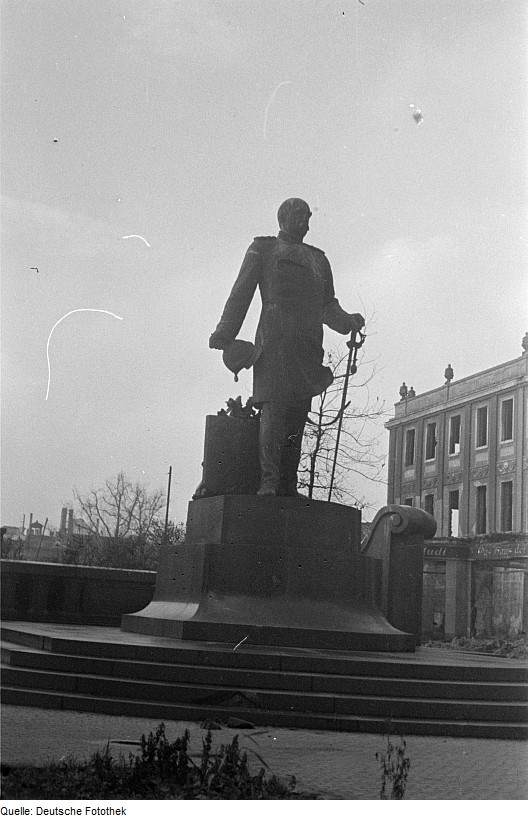
Zustand nach 1945, es fehlen die kleinen Bronzefiguren (Putten, Greife)

## Spätes Schicksal und Verbleib nach 1945
In der Zeit des Zweiten Weltkriegs wurden 1944 einzelne Bronzeteile entfernt, um sie für die Rüstungsproduktion einzuschmelzen.
Die Bombenangriffe fügten der Statue nur geringe Schäden zu. Die Sowjetische Militäradministration setzte das Denkmal nach Besetzung der Stadt auf die Liste des zu schützenden Kulturgutes. Im Zuge des Nachkriegsaufbaus sollte ein neuer Standort gefunden werden. In der Nacht vom 13. zum 14. Mai 1946 wurde die Bronzestatue von FDJ-Aktivisten gestürzt und abtransportiert. Ohne Rücksprache mit dem Landesamt für Denkmalpflege hatte die städtische Verwaltung diesen Abbruch veranlasst.
Die Bismarck-Plastik fand zwischenzeitlich eine Einlagerung im Johanneum und ist 1947 eingeschmolzen worden. Die Teile des Treppenpodestes und weitere Teile aus Granit zerschlug man 1949 (Anschaffungswert 20.000 Mark), um ihn zu beseitigen. Eine noch erhaltene Erinnerungstafel schmolz man zusammen mit anderen Bronzeplastiken aus Dresden im Jahr 1951 zugunsten der Metallneugewinnung ein.